# Physaraia lundi
Physaraia lundi är en stekelart som beskrevs av Donaldson 1989. Physaraia lundi ingår i släktet Physaraia och familjen bracksteklar. Inga underarter finns listade i Catalogue of Life.